# Сайран (станція метро)
43°14′13″ пн. ш. 76°52′42″ сх. д. / 43.236895° пн. ш. 76.878253° сх. д.
«Сайран» (каз. Сайран)- проміжна станція першої лінії Алматинського метрополітену. Знаходиться між станціями «Алатау» і «Москва» . Розташована під проспектом Абая між вулицями Брусилівського та Тлендієва. Названа за однойменним водосховищем, що знаходиться приблизно в кілометрі від станції.
Відкрита 18 квітня 2015 у складі черги «Алатау» - «Москва».
Колонна трипрогінна станція мілкого закладення, без колійного розвитку.

## Ресурс Інтернету
- Метро в Алматы просто необходимо
- Метро в Алматы пополнится двумя станциями
- транспортные перспективы
- Городу – пять станций метро, а его жителям – рабочие места